# Élections municipales de 2003 dans Lanaudière
Les élections municipales québécoises de 2003 se déroulent le 2 novembre 2003. Elles permettent d'élire les maires et les conseillers de chacune des municipalités locales du Québec, ainsi que les préfets de quelques municipalités régionales de comté.

## Lanaudière

### Berthierville
| Poste/District                                                | Élu                    | Type d'élection |
| ------------------------------------------------------------- | ---------------------- | --------------- |
| Maire                                                         | Yvon Poirier           | Scrutin         |
| 1                                                             | Dany Roberge           | Scrutin         |
| 2                                                             | Claude Bellehumeur     | Scrutin         |
| 3                                                             | Fernande Boudreau-Côté | Scrutin         |
| 4                                                             | Suzanne Nantel         | Scrutin         |
| 5                                                             | Denis Darveau          | Scrutin         |
| 6                                                             | Martin Lachance        | Scrutin         |
| Électeurs : 3 219 Votants : 1 500 Taux de participation: 47 % |                        |                 |

### La Visitation-de-l'Île-Dupas
| Poste/District                                           | Élu                            | Type d'élection |
| -------------------------------------------------------- | ------------------------------ | --------------- |
| Maire                                                    | Maurice Désy                   | Sans opposition |
| 1                                                        | Gérard Joinville               | Sans opposition |
| 2                                                        | Alain Goyette                  | Sans opposition |
| 3                                                        | Jean-Bernard DeGrandpré        | Sans opposition |
| 4                                                        | Fleurette Joinville-Desjardins | Sans opposition |
| 5                                                        | Carmen Aucoin                  | Sans opposition |
| 6                                                        | André Rondeau                  | Sans opposition |
| Électeurs : n/a Votants : n/a Taux de participation: n/a |                                |                 |

### Mandeville
| Poste/District                                           | Élu               | Type d'élection |
| -------------------------------------------------------- | ----------------- | --------------- |
| Maire                                                    | François Benjamin | Sans opposition |
| 1                                                        | Gilles Robert     | Sans opposition |
| 2                                                        | Sylvain Gagnon    | Sans opposition |
| 3                                                        | Guy Corriveau     | Sans opposition |
| 4                                                        | Denis Prescott    | Sans opposition |
| 5                                                        | Jacques Martial   | Sans opposition |
| 6                                                        | André Desrochers  | Sans opposition |
| Électeurs : n/a Votants : n/a Taux de participation: n/a |                   |                 |

### Mascouche
| Poste/District                                           | Élu                      | Type d'élection |
| -------------------------------------------------------- | ------------------------ | --------------- |
| Maire                                                    | Richard Marcotte         | Sans opposition |
| Des Hauts-Bois                                           | Denise Cloutier-Gauvreau | Sans opposition |
| Du Côteau                                                | Robert Tranchemontagne   | Sans opposition |
| Du Manoir                                                | Denise Paquette          | Sans opposition |
| Du Rocher                                                | Louise Foutané-Bordonado | Sans opposition |
| La Vérendrye                                             | Donald Mally             | Sans opposition |
| Laurier                                                  | Lise Gagnon              | Sans opposition |
| Le Gardeur                                               | Dominique Roy            | Sans opposition |
| Louis-Hébert                                             | Normand Pagé             | Sans opposition |
| Électeurs : n/a Votants : n/a Taux de participation: n/a |                          |                 |

### Saint-Alphonse-Rodriguez
| Poste/District                                 | Élu                  | Type d'élection |
| ---------------------------------------------- | -------------------- | --------------- |
| Maire                                          | Michel Bélec         | Scrutin         |
| 1                                              | Jean-Claude Gaudreau | Scrutin         |
| 2                                              | Réjean Lafond        | Scrutin         |
| 3                                              | Ginette Charbonneau  | Sans opposition |
| 4                                              | Jean Ouellet         | Sans opposition |
| 5                                              | Manon Lépine         | Scrutin         |
| 6                                              | Luc Gravel           | Sans opposition |
| Électeurs : Votants : Taux de participation: % |                      |                 |

### Saint-Charles-Borromée
| Poste/District                                           | Élu                  | Type d'élection |
| -------------------------------------------------------- | -------------------- | --------------- |
| 1                                                        | Jean-Pierre Beaulieu | Sans opposition |
| 3                                                        | Claude Bélanger      | Sans opposition |
| 4                                                        | Guy Rondeau          | Sans opposition |
| Électeurs : n/a Votants : n/a Taux de participation: n/a |                      |                 |

### Saint-Côme
| Poste/District                                           | Élu               | Type d'élection |
| -------------------------------------------------------- | ----------------- | --------------- |
| Maire                                                    | Jocelyn Breault   | Sans opposition |
| 1                                                        | Fernande Gauthier | Sans opposition |
| 2                                                        | Alain Bordeleau   | Sans opposition |
| 3                                                        | Sylvie Bordeleau  | Sans opposition |
| 4                                                        | Raynald Lavoie    | Sans opposition |
| 5                                                        | Guy Laverdière    | Sans opposition |
| 6                                                        | Gilles Gauthier   | Sans opposition |
| Électeurs : n/a Votants : n/a Taux de participation: n/a |                   |                 |

### Saint-Cuthbert
| Poste/District                                                | Élu                    | Type d'élection |
| ------------------------------------------------------------- | ---------------------- | --------------- |
| Maire                                                         | Céline Tremblay        | Scrutin         |
| 1                                                             | Louise Moulin          | Scrutin         |
| 2                                                             | Clairette Bibeau       | Scrutin         |
| 3                                                             | Jean-Pierre Durocher   | Scrutin         |
| 4                                                             | Gilles Baril           | Scrutin         |
| 5                                                             | Michèle Valois-Poirier | Scrutin         |
| 6                                                             | Yves Girard            | Scrutin         |
| Électeurs : 1 884 Votants : 1 160 Taux de participation: 62 % |                        |                 |

### Saint-Gabriel-de-Brandon
| Poste/District                                           | Élu              | Type d'élection |
| -------------------------------------------------------- | ---------------- | --------------- |
| Maire                                                    | Roch Desrosiers  | Sans opposition |
| 1                                                        | Roma Provost     | Sans opposition |
| 2                                                        | Claude Sarrazin  | Sans opposition |
| 3                                                        | Jacques Charette | Sans opposition |
| 4                                                        | Martin Pelland   | Sans opposition |
| 5                                                        | Gaétan Goyette   | Sans opposition |
| 6                                                        | Annick Gélinas   | Sans opposition |
| Électeurs : n/a Votants : n/a Taux de participation: n/a |                  |                 |

### Saint-Ignace-de-Loyola
| Poste/District                                              | Élu               | Type d'élection |
| ----------------------------------------------------------- | ----------------- | --------------- |
| Maire                                                       | Serge Giroux      | Scrutin         |
| 1                                                           | Claude Courchesne | Sans opposition |
| 2                                                           | Daniel Valois     | Sans opposition |
| 3                                                           | Jean-Guy Tellier  | Sans opposition |
| 4                                                           | Yvan Laforest     | Sans opposition |
| 5                                                           | Jean-Luc Barthe   | Sans opposition |
| 6                                                           | Michel Latour     | Sans opposition |
| Électeurs : 1 635 Votants : 825 Taux de participation: 50 % |                   |                 |

### Saint-Norbert
| Poste/District                                           | Élu               | Type d'élection |
| -------------------------------------------------------- | ----------------- | --------------- |
| Maire                                                    | Martin Laporte    | Sans opposition |
| 1                                                        | Richard Roberge   | Sans opposition |
| 2                                                        | Manon Champigny   | Sans opposition |
| 3                                                        | Michel Marion     | Sans opposition |
| 4                                                        | André Dauphin     | Sans opposition |
| 5                                                        | Daniel Robitaille | Sans opposition |
| 6                                                        | Jocelyn Denis     | Sans opposition |
| Électeurs : n/a Votants : n/a Taux de participation: n/a |                   |                 |

### Saint-Roch-de-l'Achigan
| Poste/District                                           | Élu                 | Type d'élection |
| -------------------------------------------------------- | ------------------- | --------------- |
| Maire                                                    | Marcel Lescarbeault | Sans opposition |
| 1                                                        | Daniel Marien       | Sans opposition |
| 2                                                        | Guy Dumont          | Sans opposition |
| 3                                                        | Normand Lecavalier  | Sans opposition |
| 4                                                        | Marcel Chaput       | Sans opposition |
| 5                                                        |                     | Vacant          |
| 6                                                        |                     | Vacant          |
| Électeurs : n/a Votants : n/a Taux de participation: n/a |                     |                 |

### Saint-Zénon
| Poste/District                                           | Élu               | Type d'élection |
| -------------------------------------------------------- | ----------------- | --------------- |
| Maire                                                    | Murielle Richard  | Sans opposition |
| 1                                                        | Pierre Legault    | Sans opposition |
| 2                                                        | Serge Gagnon      | Sans opposition |
| 3                                                        | Michel Marineau   | Sans opposition |
| 4                                                        | Jean-Yves Tessier | Sans opposition |
| 5                                                        | Diane Rivest      | Sans opposition |
| 6                                                        | Fernand Thibeault | Sans opposition |
| Électeurs : n/a Votants : n/a Taux de participation: n/a |                   |                 |

### Sainte-Béatrix
| Poste/District                                              | Élu             | Type d'élection |
| ----------------------------------------------------------- | --------------- | --------------- |
| Maire                                                       | Diane Arbour    | Sans opposition |
| 1                                                           | Normand Laporte | Sans opposition |
| 2                                                           | Sylvain Marion  | Sans opposition |
| 3                                                           | Normand Miron   | Scrutin         |
| 4                                                           | Gilles Laporte  | Sans opposition |
| 5                                                           | André Ayotte    | Scrutin         |
| 6                                                           | Denis Loyer     | Sans opposition |
| Électeurs : 1 465 Votants : 433 Taux de participation: 30 % |                 |                 |

### Sainte-Émélie-de-l'Énergie
| Poste/District                                           | Élu                | Type d'élection |
| -------------------------------------------------------- | ------------------ | --------------- |
| Maire                                                    | Lyne Marcil        | Sans opposition |
| 1                                                        | René Laplante      | Sans opposition |
| 2                                                        | Louise Landreville | Sans opposition |
| 3                                                        | Danielle Parenteau | Sans opposition |
| 4                                                        | Paul-Émile Durand  | Sans opposition |
| 5                                                        | Bernard Durand     | Sans opposition |
| 6                                                        | Hélène Desrosiers  | Sans opposition |
| Électeurs : n/a Votants : n/a Taux de participation: n/a |                    |                 |

### Sainte-Geneviève-de-Berthier
| Poste/District                                           | Élu             | Type d'élection |
| -------------------------------------------------------- | --------------- | --------------- |
| Maire                                                    | Richard Giroux  | Sans opposition |
| 1                                                        | Claire Tellier  | Sans opposition |
| 2                                                        | Robert Pufahl   | Sans opposition |
| 3                                                        | Gaétan Bayeur   | Sans opposition |
| 4                                                        | Jean-Luc Doucet | Sans opposition |
| 5                                                        | Marc Tardif     | Sans opposition |
| 6                                                        | Léo Soulières   | Sans opposition |
| Électeurs : n/a Votants : n/a Taux de participation: n/a |                 |                 |

### Sainte-Julienne
| Poste/District                                       | Élu                 | Type d'élection |
| ---------------------------------------------------- | ------------------- | --------------- |
| Maire                                                | Marcel Jetté        | Scrutin         |
| 1                                                    | Louis Thouin        | Scrutin         |
| 2                                                    | Yves Lefebvre       | Scrutin         |
| 3                                                    | Robert Robillard    | Scrutin         |
| 4                                                    | Nicole Sabourin     | Scrutin         |
| 5                                                    | Jacques Sigouin     | Scrutin         |
| 6                                                    | Danielle Desrochers | Scrutin         |
| Électeurs : 5 744 Votants : Taux de participation: % |                     |                 |

### Sainte-Marcelline-de-Kildare
| Poste/District                                           | Élu              | Type d'élection |
| -------------------------------------------------------- | ---------------- | --------------- |
| Maire                                                    | Gaétan Morin     | Sans opposition |
| 1                                                        | Réal Payette     | Sans opposition |
| 2                                                        | Gilles Arbour    | Sans opposition |
| 3                                                        | Benoit Thouin    | Sans opposition |
| 4                                                        | Yves Leduc       | Sans opposition |
| 5                                                        | Gilles Barrette  | Sans opposition |
| 6                                                        | Brigitte Rhéaume | Sans opposition |
| Électeurs : n/a Votants : n/a Taux de participation: n/a |                  |                 |